# رود کارکار
کارکار (به ارمنی: Կարկառ، به لاتین: Qarqarçay) یک رودخانه است که به‌صورت دفاکتو در جمهوری آرتساخ و به‌صورت دوژور در جمهوری آذربایجان واقع شده و در حوضه آبریز رود کورا قرار گرقته است. طول این رود ۱۱۵ کیلومتر (۷۱ مایل) و مساحت حوضه آبریز آن ۱٬۴۹۰ کیلومتر مربع (۵۸۰ مایل مربع) است. این رودخانه از فلات قره‌باغ در ارتفاع ۲٬۰۸۰ متر (۶٬۸۲۰ فوت) و از تلاقی رودخانه‌های زریس‌لی و خلفه‌لی شکل گرفته‌است ریزابه‌های اصلی این رودخانه بالیجه، بدارا و داغداغان هستند. رود کارکار توسط باران، برف و آب‌های زیرزمینی تغذیه می‌شود.
قلعه آسکران نیز در کناره این رود واقع شده است.

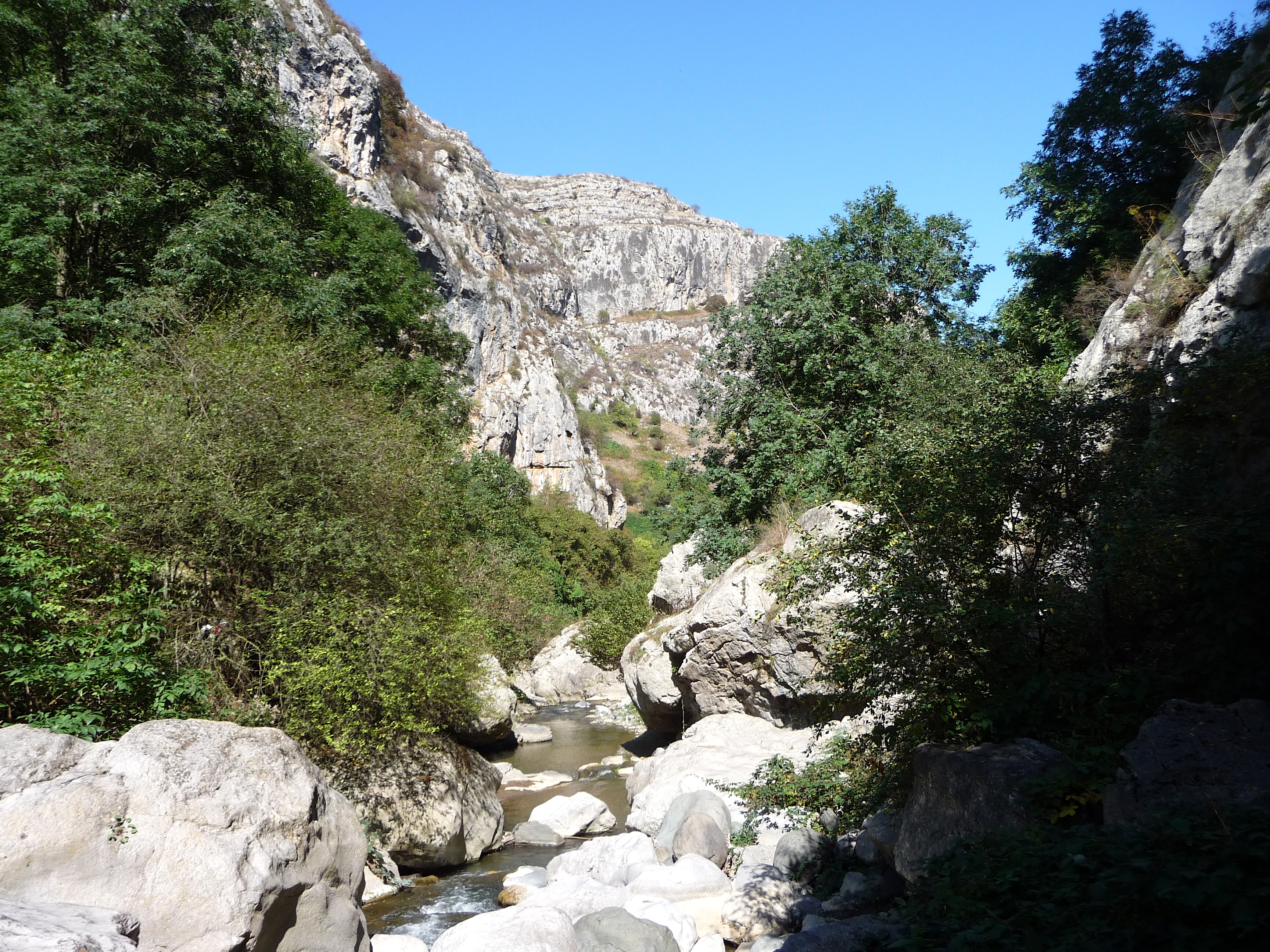
رودخانه کارکار
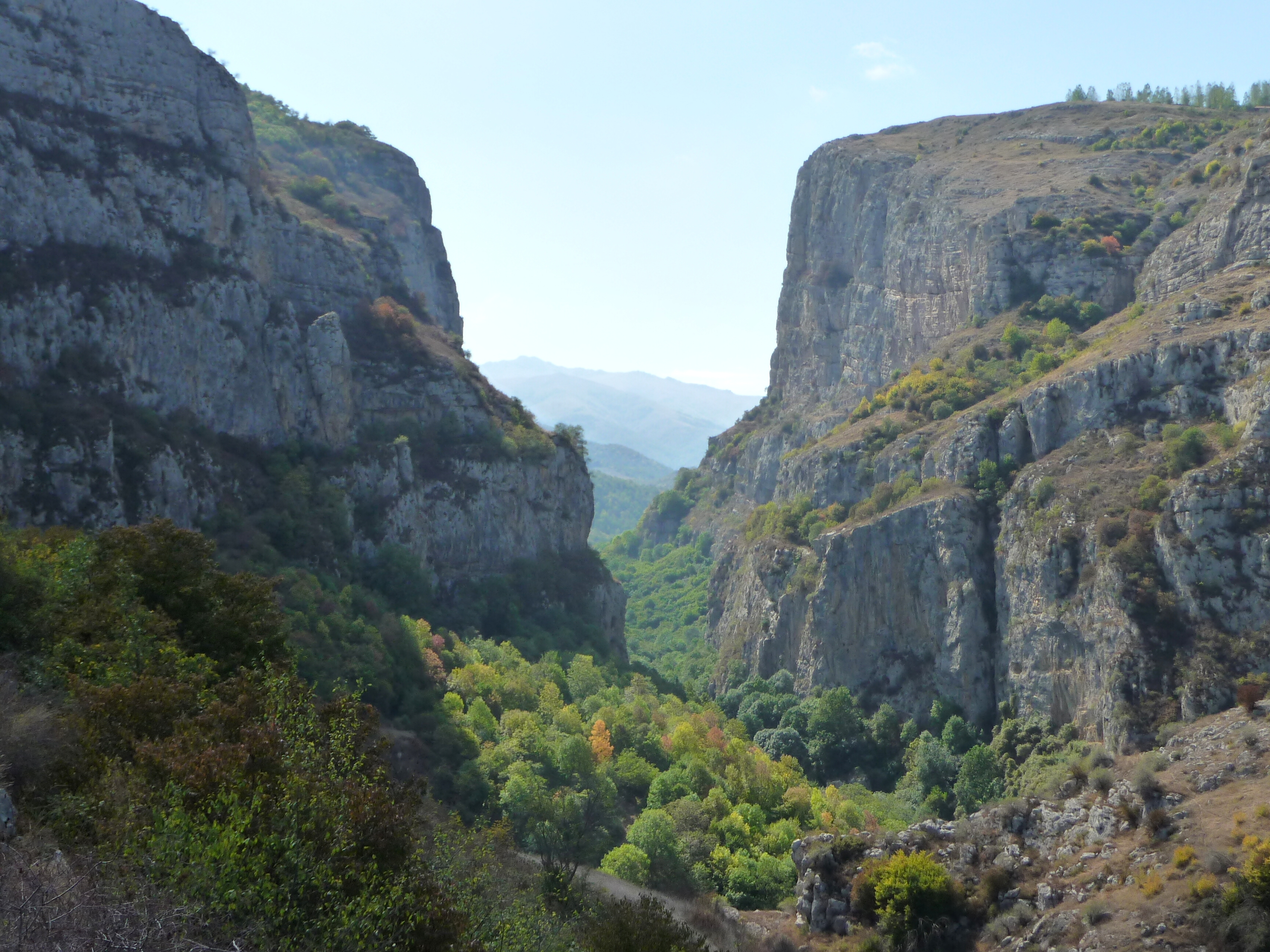
دره رودخانه کارکار
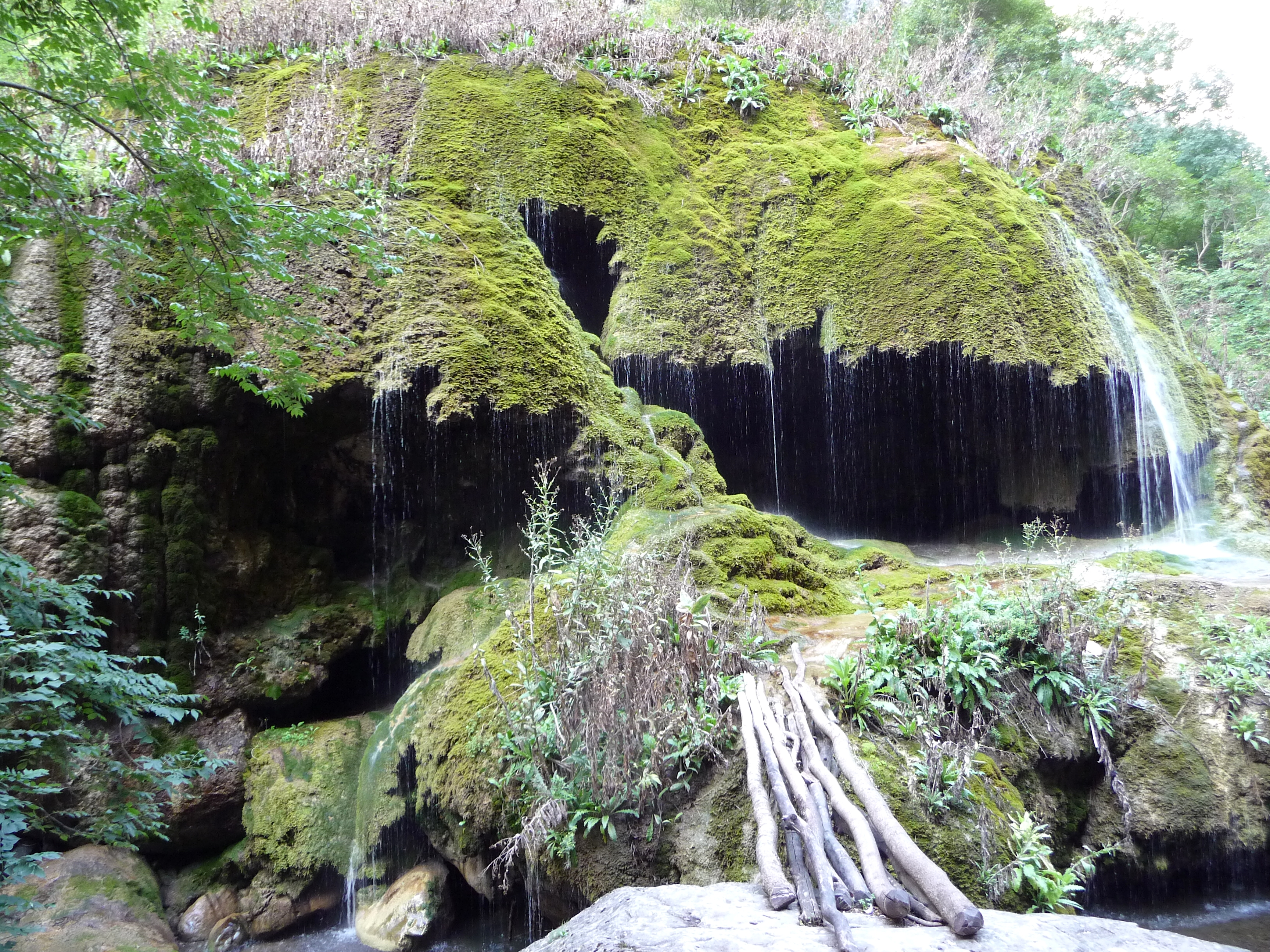
بنای طبیعی "چتر"